# Station intégrée

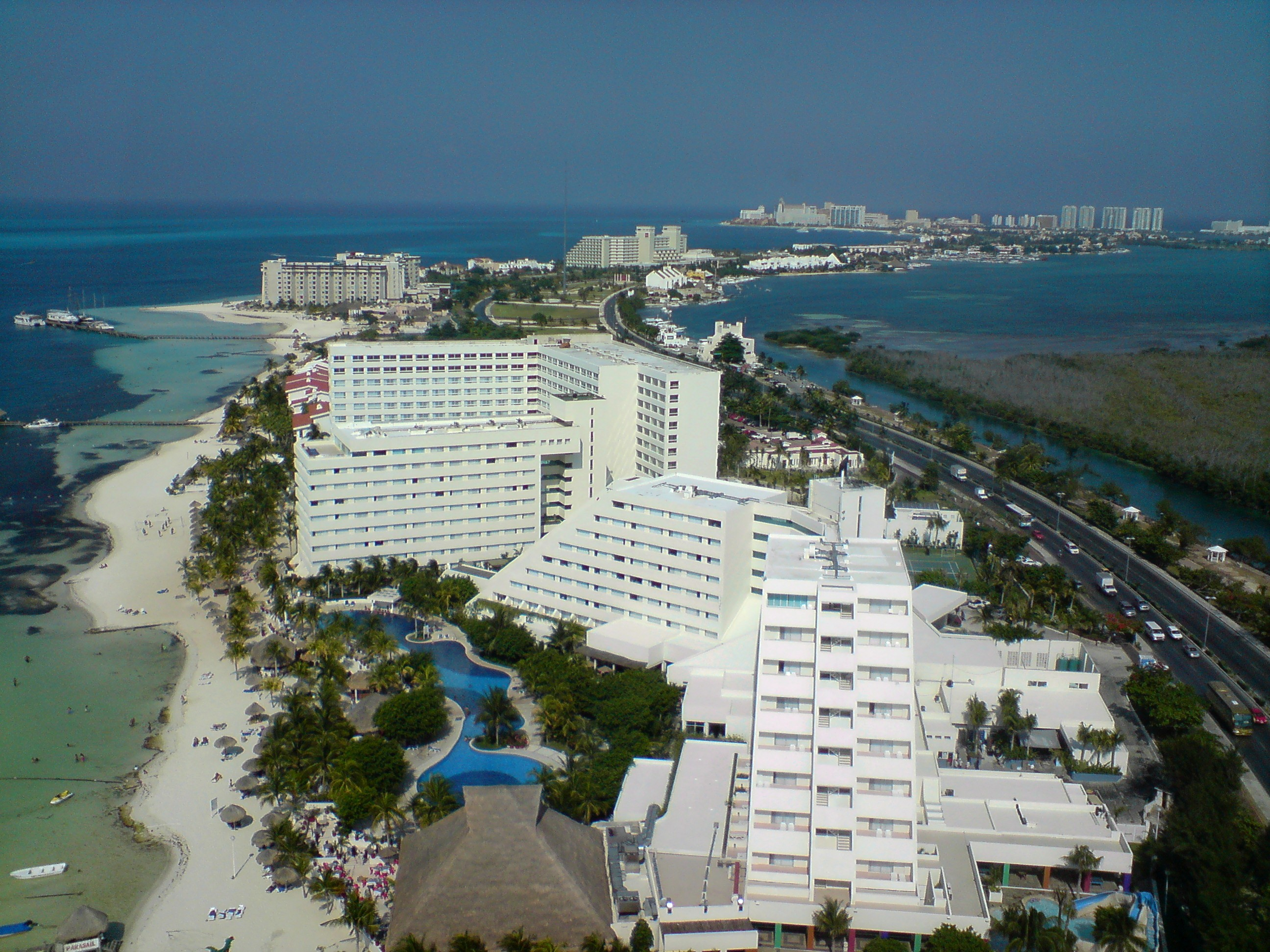
Vue de "Cancún Island" à partir du sommet du Torre Escénica (mai 2008).

La station intégrée (en anglais : resort town) est une station touristique (balnéaire, de montagne, etc.) où les touristes peuvent trouver tout ce qui leur est nécessaire (commerces, restaurants, etc.). Le principe est qu'il n'y a pas besoin de voiture et que tous les services nécessaires sont à leur disposition à proximité de l'endroit où ils sont logés. En général la plus grande partie de l'économie de la station dépend directement ou indirectement du tourisme, et l’activité y est plutôt saisonnière.
Pour la montagne, le terme de « station intégrée » reste consécutif des différents plans neige des années 1960 à 1970 qui veulent démocratiser la pratique du ski et des sports d'hiver ; ce sont des stations dites de troisième génération. Le domaine des Arcs en Savoie est une concrétisation de ce plan, avec le lancement d'Arc 1600 dès l'hiver 1968,. Ces stations, souvent construites sur des sites vierges, sont constituées de grands ensembles urbains, le tout avec des préceptes inexistants dans les véritables villes : distinction des piétons et des voitures dans des zones spécifiques et plus largement, « organisation rationnelle des fonctions urbaines ». Depuis leurs créations en les années 1960 aux années 1980, certaines ont évolué, d'autres ont disparu, totalement abandonnées.
Certaines de ces stations peuvent être physiquement isolées dans un milieu naturel peu anthropisé, ou être socioculturellement isolées à proximité d'un environnement habité (Club Med, etc.).